# Eerste Groninger Tramway-Maatschappij
De Eerste Groninger Tramway-Maatschappij (EGTM), gevestigd te Veendam, werd op 31 oktober 1879 opgericht en bouwde en exploiteerde een van de langste paardentramlijnen van Europa. Deze tramlijn Zuidbroek - Ter Apel was tijdens zijn maximale omvang 45 kilometer lang. Daarnaast legde de EGTM de zijlijn  Veendam - Nieuwe Pekela aan.

## Geschiedenis

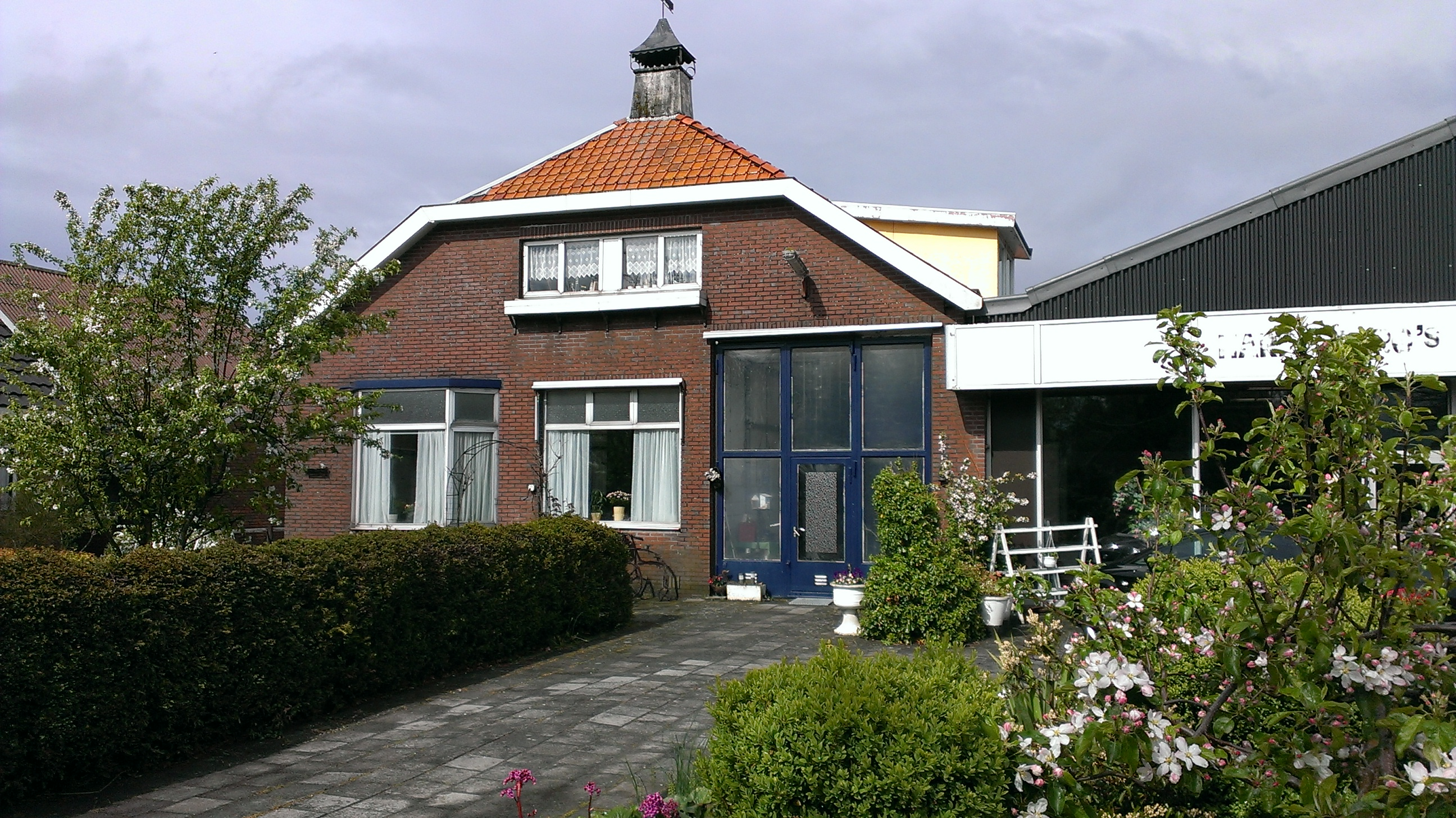
HJ Kniggestraat 19 in Stadskanaal, voormalige remise Pekelderweg van de EGTM

De EGTM werd opgericht door Anthony Winkler Prins en een aantal Groninger notabelen. Deze maatschappij bouwde allereerst een paardentramlijn op normaalspoor van Zuidbroek via Muntendam en Veendam naar Wildervank, die op 17 augustus 1880 werd geopend. Ze kreeg vervolgens een concessie om de lijn door te trekken naar Stadskanaal, op voorwaarde dat overschakeling op een andere tractie, zoals stoom, eerst aan het gemeentebestuur van Groningen moest worden voorgelegd. De lijn werd geopend in 1881. De EGTM hield in juni 1884 een proef met een stoomtramlocomotief tussen Zuidbroek en Stadskanaal, maar hoewel de proef succesvol was, kwam de toestemming er niet. Het gemeentebestuur was bang dat de slappe bodem de locomotief niet zou kunnen dragen. Ook bestond er weerstand vanuit de bevolking, die bang was dat paarden op hol zouden slaan. In 1894 kwam er een verdere uitbreiding naar Valthermond en een zijlijn van Veendam naar Nieuwe Pekela. Ten slotte volgde de verlenging van de lijn naar Ter Apel in 1895. Vanaf 1885 vervoerde de maatschappij ook post. Het belangrijkste onderdeel was personenvervoer. Het goederentransport maakte in de jaren tot 1905 ongeveer 6% van de omzet uit. 
In 1905 werd Huttinga directeur en werd het bedrijf gerationaliseerd. In 1910 kreeg de maatschappij duchtig te lijden van concurrentie van de spoorlijn Stadskanaal - Zuidbroek van de Noordoosterlocaalspoorweg-Maatschappij (NOLS), die voor een groot deel evenwijdig liep aan de lijn van de EGTM en de afstand in veel minder tijd overbrugde. Het reizigersvervoer per paardentram nam sterk af en de maatschappij kwam in financiële moeilijkheden. Een in nood opgericht Syndicaat tot reorganisatie der Eerste Groninger Tram (SREGT) nam op 1 januari 1912 de inboedel over.
In 1914 werd dit weer overgenomen door de Stoomtramweg-Maatschappij Oostelijk Groningen (OG). Deze had aanvankelijk plannen om de lijn om te bouwen tot kaapspoor en geschikt te maken voor stoomtractie, maar hiervan kwam niets terecht. Op 1 oktober 1920 staakte de OG de paardentramlijnen. Door lokale initiatieven was het echter nog niet geheel afgelopen. Op 1 november gingen de paardentrams weer rijden tussen Stadskanaal en Ter Apel in dienst van de Gemeenschappelijke Onderneming Stadskanaal – Ter Apel (GOSTA) en tussen Veendam en Nieuwe Pekela in dienst van de Tramweg-Maatschappij Veendam - Pekela (VP). Het betrof op beide lijnen voornamelijk postvervoer. In 1923 viel het doek definitief.

## Illustraties

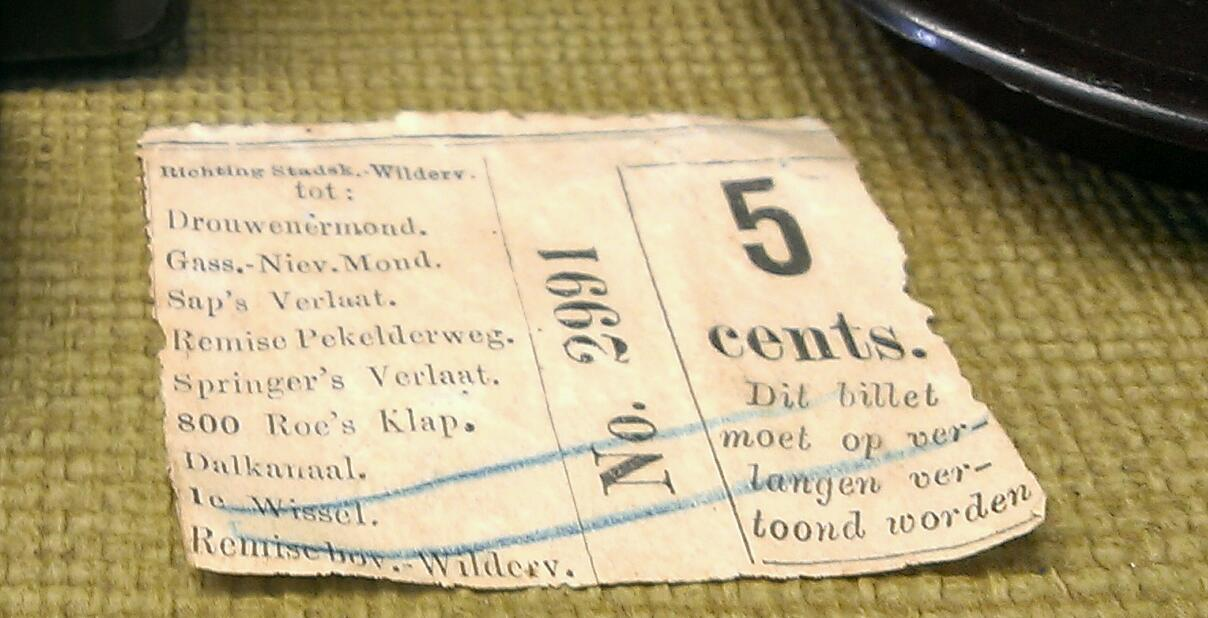
Vervoersbewijs van de Eerste Groninger Tramway-Maatschappij
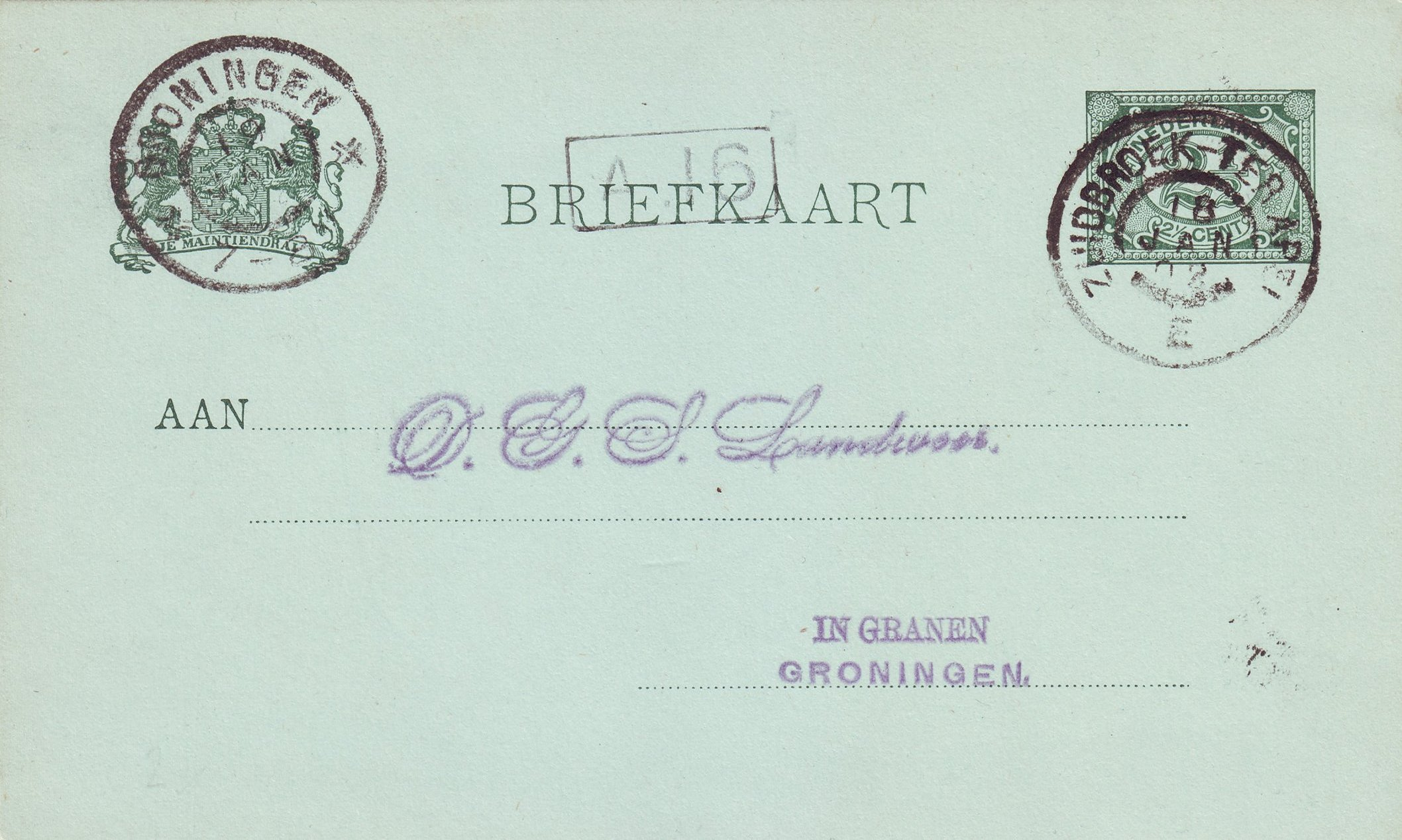
Briefkaart van Stadskanaal naar Groningen met het poststempel van de Eerste Groninger Tramway-Maatschappij, 18 januari 1902